# 태평양담비
태평양담비(Martes caurina)는 족제비과에 속하는 북아메리카 포유류의 일종이다. 북아메리카 서부 전역에서 발견된다.

## 아종
6종의 아종이 알려져 있다.
| - M. c. caurina - 훔불트담비 (M. c. humboldtensis) - M. c. nesophila | - M. c. origensis - M. c. sierrae - M. c. vulpina |